# Souché
Souché est une ancienne commune française du département des Deux-Sèvres en région Nouvelle-Aquitaine. Elle fait partie de la commune de Niort depuis le 21 juin 1964.

## Histoire
Le 21 juin 1964, la commune de Souché est rattachée à celle de Niort sous le régime de la fusion simple.

## Démographie
| 1793 | 1800 | 1806 | 1821 | 1831 | 1836 | 1841 | 1846  |
| ---- | ---- | ---- | ---- | ---- | ---- | ---- | ----- |
| 695  | 726  | 797  | 813  | 824  | 849  | 893  | 1 019 |

| 1851  | 1856  | 1861  | 1866  | 1872  | 1876  | 1881  | 1886  |
| ----- | ----- | ----- | ----- | ----- | ----- | ----- | ----- |
| 1 038 | 1 098 | 1 115 | 1 171 | 1 188 | 1 224 | 1 209 | 1 219 |

| 1891  | 1896  | 1901  | 1906  | 1911  | 1921  | 1926  | 1931  |
| ----- | ----- | ----- | ----- | ----- | ----- | ----- | ----- |
| 1 238 | 1 153 | 1 116 | 1 102 | 1 129 | 1 089 | 1 213 | 1 200 |

| 1936  | 1946  | 1954  | 1962  | - | - | - | - |
| ----- | ----- | ----- | ----- | - | - | - | - |
| 1 217 | 1 423 | 1 589 | 2 386 | - | - | - | - |

## Monuments
- Église Saint-Maixent
- Cimetière naturel de Souché.